# Павло Гуменюк
Павло Гуменюк (18 червня 1883— 24 січня 1965) — український скрипаль, що побудував кар'єру в США у першій половині 20 століття, став однією з найбільших зірок традиційної музики того часу. 

## Біографія
Павло Гуменюк народився 18 червня 1883 року у Підволочиську, Україна, містечку, яке тоді було відоме як Підволочиська в Австро-Угорської імперії. Він володів українською та польською мовами. Гуменюк прибув до США 8 грудня 1908 року, де знайшов роботу майстром скрипок. Він виступав на весіллях, в районі та околицях Нью-Йорка.
У 1925 році Гуменюк в українській книгарні, яку відкрив у Нью-Йорку Мирон Сурмач, познайомився з представником студії звукозапису Okeh Records, згодом підписав контракт і зробив перший запис 3 грудня того ж року. Його ранні записи добре продавалися, серед них були коломийки, козачки та польки. Невдовзі Павло Гуменюк підписав контракт із фірмою Columbia Records. Він був беззаперечним королем української популярної музики в Америці, поки Columbia Records не почала просувати Євгена Жуковського. Час від часу вони працювали разом, наприклад, над записом «Українське весіля», який, як стверджують, був проданий тиражем понад 100 000 примірників (хоча достовірних записів того часу немає).
Після 1926 року Гуменюк записува також польську музику під іменем Paweł Humeniak. Його вплив у цій галузі важливий, оскільки він допоміг розвинути жанр американської польки та надихнув майбутніх лідерів подібних оркестрів, таких як Едвард Кроліковскі та Ігнацій Подгорскі . Його полька «Канарек» 1928 року стала найбільш продаваною полькою тієї епохи та стала еталоном стандарту стилю полька.
Павло Гуменюк припинив записувати музику у 1940 році, оскільки новий стиль акордеонної польки став більш популярним у США. Він помер 24 січня 1965 року у віці, коли йому було 81, і похований у Квінсі, де жив із 1930-х років. Багато його записів було перевидано на різних платівках. Велику колекцію його записів 1925-27 років, створених його основним біографом Діком Споттсвудом, було видано Arhoolie Records у 1992 році, а згодом набір 4 компакт-дисків на записах JSP, створених Крісом Кінгом, під назвою Ukrainian and Lemko String Bands вийшов у 2011 році, який включав багато його записів. 
Павло Гуменюк був одружений на Антуанетті Щепанік. У них було четверо дітей: Волтер (1914–1990), Мітчел «Мечислав» (1916–2003), Софі «Зофія» (1922–1930) і Люсі (1925–1993).
Його мелодії виконує гурт US Orchestra, що у 2018 році видав альбом І, куди увійшла традиційна музика із репертуару Павла Гуменюка.

## Дискографія
- King of the Ukrainian Fiddlers: New York 1925-1927: The Early Years. Pawlo Humeniuk (1993)[5]
- Ukrainian & Lemko String Bands In America (2011)[6]
- Garland Weaving: Ukrainian-American Dances, April 1926 - Nov. 1930 by Pawlo Humeniuk (2025)[7]